# Исследования безопасности генетически модифицированных организмов
Исследование безопасности ГМО является важной частью программы исследовательских и технологических разработок в прикладной молекулярной биологии.
Не было зарегистрировано никаких сообщений о вредных эффектах в человеческой популяции от генетически модифицированных продуктов питания. Существует научный консенсус, что имеющиеся в настоящее время продукты питания, полученные из ГМ-культур, не представляют большего риска для здоровья человека, чем обычные продукты питания, но каждый ГМ-продукт необходимо тестировать в каждом конкретном случае до его введения.
Как отмечается в докладе Генерального Директората Европейской комиссии по науке и информации:

Главный вывод, вытекающий из усилий более чем 130 научно-исследовательских проектов, охватывающих 25 лет исследований и проведённых с участием более чем 500 независимых исследовательских групп, состоит в том, что биотехнологии и, в частности, ГМО как таковые не более опасны, чем, например, традиционные технологии селекции растений.

## Пищевая безопасность

### Исследования безопасности ГМО
Оппоненты ускоренного внедрения ГМО утверждают, что отрицательные эффекты на здоровье человека могут проявиться не сразу и иметь необратимый характер. Однако, как отмечают учёные, миллионы людей во всем мире употребляют ГМ-продукты уже более 15 лет и никаких побочных эффектов этого до сих пор не известно.
Влияние продуктов питания, содержащих ГМО, на другие организмы неоднократно становилось объектом исследования как в лабораториях компаний, производящих ГМО (Монсанто и др.), так и независимых исследователей.
Подавляющее большинство исследований подтвердило безопасность ГМО.
Абсолютно все трансгенные сорта растений перед выходом на рынок проходят тщательную проверку на безопасность для человека и окружающей среды. Это приводит к тому, что стоимость разработки и вывода на рынок нового трансгенного растения-продукта чрезвычайно высока (от 50 до 200 млн долларов). Ряд исследователей отмечают парадоксальность сложившейся ситуации, когда генетически модифицированные сорта проходят многоступенчатую всестороннюю проверку безопасности, а сорта, полученные с помощью селекции, не проверяются никак. Тем не менее, основной аргумент противников ГМ-организмов заключается в том, что прошло ещё недостаточно времени для того, чтобы можно было сделать окончательные выводы об их безопасности, и не исключено, что негативные последствия скажутся на будущих поколениях. Между тем, на модельных организмах с быстрой сменой поколений (мыши, крысы) отдалённых негативных генетических последствий не выявлено.

### Продолжительный опыт использования организмов, полученных с помощью биотехнологии
Все сорта растений и породы животных, используемые в сельском хозяйстве — продукт вмешательства человека в геном.
Многие межвидовые гибриды используются человечеством столетиями (например, мулы). До XX века селекционерам приходилось ждать того момента, когда случайное изменение того или иного гена, либо случайное сочетание генов даст полезное в сельском хозяйстве свойство. В начале XX века появились методы, благодаря которым этот процесс стало возможно ускорить (искусственное получение большого количества случайных мутаций, например, с помощью облучения радиацией или действием химических мутагенов). Современные методы получения генетически модифицированных организмов отличаются лишь тем, что изменения генома целенаправлены. Соответственно, использование генетически модифицированных организмов не опаснее, чем использование немодифицированных сортов растений и пород животных.

#### Спорные исследования
В незначительной части исследований, в том числе и из России, утверждается, что употребление в пищу ГМО имеет негативные последствия. Эти исследования получили широкий общественный резонанс и были подвергнуты серьёзной критике независимыми учёными в связи с наличием в них методологических, статистических и других ошибок.
Так, общественный резонанс и дискуссии вызвали опыты д.б.н. Ирины Ермаковой, сотрудника Института высшей нервной деятельности и нейрофизиологии РАН, которая ещё до начала самостоятельных опытов с ГМО выступала с публичными призывами к «остановке трансгенизации страны». В ходе опытов, по утверждению автора, у подопытных животных, употреблявших ГМ-корм, наблюдался ряд патологических изменений. Научное сообщество подвергло критике работы Ермаковой за нарушения в организации эксперимента и некорректную обработку полученных данных. Результаты Ермаковой не подтвердились в независимых экспериментах.
В августе 1998 года британский специалист по белкам Арпад Пустай, проводивший исследование токсичности картофеля с геном лектина подснежника, встроенного для устойчивости к вредителям, выступил на телевидении с заявлением о том, что у крыс, питавшихся картофелем, наблюдались отклонения в росте, нарушения функции органов и подавление иммунной системы, и сделал вывод об опасности трансгенной пищи. Заявление вызвало большой резонанс и подверглось сильной критике за неподобающую подготовку и выполнение опытов, статистическую недостоверность и недостаток необходимого наблюдения. Институт Роуэтта, в котором работал Арпад, отказался продлевать его ежегодный контракт и запретил публичные выступления
.
В октябре 1999 года на публикацию статьи Арпада решился британский журнал The Lancet. В ней уже не содержалось громких заявлений, что длительное кормление крыс трансгенным картофелем вызывает изменения в слизистой пищеварительного тракта. В ноябре того же года журнал опубликовал критические рецензии на статью, в которых указывалось, что результаты опытов недостоверны, поскольку рацион обеих групп крыс, кормившихся трансгенным и обычным картофелем, не был одинаков по количеству белка в нём, а изменения в слизистой могли быть вызваны переходом на нетипичный для крыс рацион, так как замеров подобных изменений у контрольной группы не проводилось.
В 2007, 2009 и 2011 годах Жиль-Эрик Сералини опубликовал статьи, в которых описывались систематические патологические изменения функций печени и почек у мышей, питавшихся тремя исследовавшимися сортами генетически модифицированной кукурузы в течение девяноста дней. Данные, полученные Сералини, были проверены Европейским агентством по безопасности продуктов питания (EFSA), специалисты которого пришли к выводу, что в действительности небольшие различия между экспериментальными и контрольными группами находились в пределах нормы, а также что статистические методы, применявшиеся в работах Сералини, использовались некорректно. Выводы сделанные специалистами EFSA были поддержаны Организацией пищевых стандартов Австралии и Новой Зеландии и французским Высшим советом по биотехнологиям. Развернутая критика работ Сералини была опубликована также компанией Monsanto.
В 2012 году Сералини опубликовал в журнале «Food and Chemical Toxicology» статью, в которой приводились результаты исследований долгосрочного влияния питания ГМ-кукурузой, устойчивой к раундапу, на крыс. В статье утверждалось, что крысы, которые питались ГМ-кукурузой, чаще были подвержены заболеванию раком. Публикация вызвала очень серьёзную критику. Перед публикацией Сералини созвал пресс-конференцию, при этом журналисты получали доступ только при условии подписания соглашения о конфиденциальности и не могли включить отзывы других учёных в свои статьи. Это вызвало резкую критику как со стороны учёных, так и со стороны журналистов, поскольку исключало возможность критических комментариев в журналистских публикациях, сообщавших об этом исследовании. Критиковались также и методы исследований. Специалисты отмечали, что крысы линии Спраг Доули не подходят для подобных длительных исследований, поскольку даже в норме имеют почти 80-процентную заболеваемость раком. серьёзные вопросы также вызвали методы статистической обработки результатов и отсутствие данных о количестве пищи, которой кормили крыс, и их темпов роста. Также специалистами было отмечено отсутствие зависимости доза-эффект и не определенные механизмы развития опухолей. Шесть французских национальных академий наук выпустили совместное заявление, критикующее исследование и журнал, опубликовавший его. Журнал «Food and Chemical Toxicology» опубликовал 17 писем от учёных, которые критиковали работу Сералини. Результатом критики стало то, что в ноябре 2013 года журнал отозвал публикацию статьи Сералини.
14 января 2016 года в журнале Critical Reviews in Biotechnology опубликован обзор Александра Панчина и Александра Тужикова из ИППИ РАН, посвящённый шести известным публикациям, в которых были получены выводы о том, что генетически модифицированные (ГМ) растения могут оказывать негативный эффект на организм, который их «ест». Во всех этих статьях биологи нашли существенные ошибки в статистической обработке результатов. В самой нашумевшей работе «о вреде ГМ растений» статистический анализ не делался вовсе. В остальных работах ошибка заключалась в отсутствии или некорректном применении так называемой «поправки на множественные сравнения». Некоторые из этих публикаций повлияли на важные политические решения, например, приводили к временным запретам на импорт некоторых ГМ-растений.

## Экологическая безопасность

### Распространённость горизонтального переноса генов в природе

Ti плазмида A. tumefaciens — природное средство модификации генома

В природе широко распространён горизонтальный перенос генов, в ходе которого виды естественным образом обмениваются генетическим материалом (иногда значительными фрагментами геномов).
Кроме этого, существуют паразитические организмы (например, Agrobacterium tumefaciens), целенаправленно модифицирующие геном своих хозяев.
Таким образом, генная модификация организмов не является чем-нибудь «противоестественным», масштабы деятельности человека в этом направлении ничтожны по сравнению с аналогичными процессами, происходящими в природе. Сторонники данной точки зрения отмечают, что те же самые аргументы можно применить и к обычным, селекционным растениям, которые, однако, не волнуют критиков ГМО.
Некоторые исследователи (Э. Уилсон) говорят о том, что использование генетически модифицированных организмов существенно улучшит экологическую ситуацию и поможет решить проблему уменьшения биологического разнообразия (через повышение эффективности использования уже освоенных территорий, отказ от пестицидов и т. п.).

### Вытеснение естественных видов и распространение гибридов с ГМО
Поскольку генетическая модификация организмов зачастую направлена на повышение жизнеспособности растений в определённых условиях, существует мнение, что одичавшие генетически модифицированные организмы могут вытеснить дикие популяции соответствующих видов в их естественных экологических нишах, то есть выступать в роли инвазивных видов. В то время как большинство признаков ГМО дают преимущество только в условиях искусственных экосистем, в которых они культивируются (например, устойчивость к гербицидам у растений), другие признаки (например, устойчивость к насекомым-вредителям) могут давать генетически модифицированным растениям преимущество в диких условиях.
Также, помимо распространения самих ГМО, они могут образовывать гибриды с дикими организмами и представителями близкородственных видов, распространяя введённые гены в дикой популяции. Кроме того, перенос генов между различными видами может происходить в результате переноса бактериями или вирусами.
В настоящее время ряд исследовательских проектов, например «TransContainer», направлены на разработку способов ограничения распространения трансгенов в диких популяциях.

## Оценка безопасности и требования к ГМО в различных странах

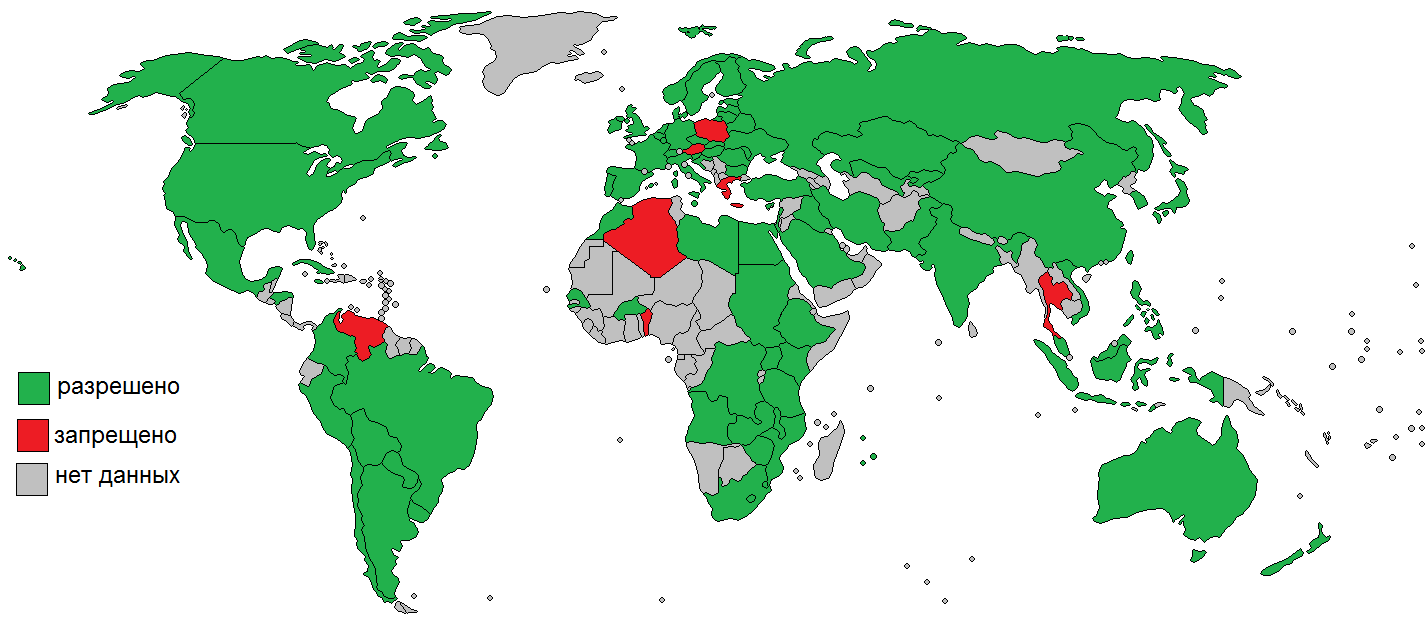
Страны, в которых разрешено использование ГМ-продуктов (2009 г)

### Международные организации
Продовольственная и сельскохозяйственная организация ООН признала потенциальные преимущества сельского хозяйства, основанного на использовании ГМ-продуктов, для беднейших регионов планеты.
В соответствии с заключением Всемирной организации здравоохранения (ВОЗ), «ГМ продукты питания, имеющиеся в настоящее время (2005 год) на международном рынке, прошли процедуру оценки риска и вероятность того, что они ассоциированы с большим риском для здоровья человека, чем традиционные аналоги, незначительна». По мнению ВТО, запрещение ГМ-продуктов в ряде стран не имеет под собой научной основы и обусловлено протекционистскими целями.

### США
По данным от 2000 года, 50-60 % всего кормового зерна в США генно-модифицированы. В США (а также в Канаде) маркировка на продуктах об использовании ГМО не является обязательной.
Американская федеральная администрация по контролю за лекарственными средствами и продуктами питания (FDA) разрешила использовать трансгенных животных, в том числе и для медицинских нужд.

### Евросоюз
В соответствии с заключением Европейского управления по безопасности продуктов питания, употребление в пищу мяса и молока генетически модифицированных животных безвредно.
Однако, часть европейских стран пошла по пути отказа от генетически модифицированных организмов. Так, например, Австрия является страной, полностью свободной от ГМО; помимо введённых национальных запретов на выращивание трансгенных культур, все 9 федеральных земель этой страны объявили себя свободными от ГМО. Аналогичный закон принят в Греции, а также в Польше и Швейцарии. В некоторых провинциях Испании и других европейских стран также существуют районы, провозглашенные «зонами, свободными от ГМО».
Иногда законы о запрете ГМО принимались вопреки мнению специалистов об их безопасности.
Директивами N 1830/2003 и N 1829/2003 установлено, что маркировка не требуется при содержании ГМО не выше 0.9%.

### Австралия и Новая Зеландия
В Австралии и Новой Зеландии имеется несколько «зон, свободных от ГМО», но на федеральном уровне производство ГМ-культур разрешено и полученные из них продукты не маркируются.

### Индия
В Индии официально разрешено выращивать ГМ-культуры.

### Российская Федерация
В России прошли проверку и одобрены Роспотребнадзором несколько сортов растений, полученных с использованием генной инженерии, в частности продукция компаний «Monsanto Company» и «Bayer CropScience AG». По данным Роспотребнадзора 2008 года, доля ГМ-продуктов на российском рынке составляет менее одного процента.
В обязательном порядке должна быть представлена информация о наличии в продуктах питания компонентов, полученных с применением ГМО, если содержание указанных организмов в таком компоненте составляет более 0,9 %, так как при содержании компонентов ГМО на уровне 0,9 % или ниже они расцениваются как «случайная или технически неустранимая примесь» (СанПиН 2.3.2.2227-07 "Дополнения и изменения № 5 к СанПиН 2.3.2.1078-01 «Гигиенические требования безопасности и пищевой ценности пищевых продуктов»).
До 2014 года в России ГМО можно было выращивать только на опытных участках, был разрешён ввоз некоторых сортов (не семян) кукурузы, картофеля, сои, риса и сахарной свёклы (всего 22 линии растений). С 1 июля 2014 г. вступает в силу Постановление Правительства Российской Федерации от 23 сентября 2013 г. № 839 «О государственной регистрации генно-инженерно-модифицированных организмов, предназначенных для выпуска в окружающую среду, а также продукции, полученной с применением таких организмов или содержащей такие организмы», которым разрешено сеять генно-модифицированные зерновые. В июне 2014 года Правительство РФ приняло постановление № 548, которое предусматривает перенос срока вступления в силу постановления № 839 на три года, то есть на 1 июля 2017 года.
24 июня 2016 года Государственная Дума РФ приняла в третьем чтении федеральный закон «О внесении изменений в отдельные законодательные акты РФ в части совершенствования государственного регулирования в области генно-инженерной деятельности». Закон запрещает ввоз на территорию РФ и использование семян растений, генетическая программа которых изменена с использованием методов генной инженерии и которые содержат генно-инженерный материал, внесение которого не может являться результатом природных процессов. При этом закон не касается семян при проведении экспертиз и научно-исследовательских работ. Этот закон вступил в силу 4 июля 2016 года.